# 山下萬里 (牧師)
山下 萬里（やました ばんり、1924年6月12日 - 2004年1月18日）は日本の牧師である。

## 生涯
兵庫県神戸市芦屋生まれ。1945年(昭和20年)同志社大学文学部神学科卒業。1946年（昭和26年）弓町本郷教会の伝道師に就任し、1950年（昭和25年）按手礼を受けて、日本基督教団正教師になる。
1949年（昭和24年）札幌北光教会副牧師に就任し、1952年（昭和27年）小樽公園通り教会牧師に就任。
1960年（昭和35年）松山教会牧師に就任し、四国教区総会議長を兼任。障がいのある子どもとその保護者を支援する社会福祉法人あゆみ学園の創設に携わる。1970年（昭和45年）に国分寺教会の牧師に就任する。
1986年（昭和61年）東所沢の開拓伝道に携わり、東所沢教会を創設するほか、社会福祉法人雲柱社、東京ホールセール、東京いのちの電話のボランティア等を行う。2000年（平成12年）には日本基督教団東所沢教会の名誉牧師に就任。2004年（平成17年）1月18日没。

## 著書
- 『山下萬里説教集 上　出会いの贈り物』ヨベル 2000
- 『山下萬里説教集 下　光の中の創造』ヨベル 2000
- 『われ信ず 現代に生きる使徒信条』ヨベル 2001
- 『ヨハネによる福音書に聴く』ヨベル 2002－2003
- 『主の栄光へ向かう群れ 豊かな礼拝を願って』ヨベル 2004
- 『礼拝に生きる祈り』ヨベル 2005
- 『御言葉に親しむ 日毎の聖想124』ヨベル 2007
- 『死と生 教会生活と礼拝』ヨベル YOBEL新書  2012

## 参考
- 日本基督教団東所沢教会
- [ISBN　978-4-946565-73-1]
- 『人物物故大年表』